# 金铜弥勒半跏思惟像 (大韩民国国宝第83号)
金铜弥勒半跏思惟像，又称作三山冠半跏思惟像，是出土于古代朝鲜三国时代（约公元七世纪早期）的佛教文物，被认定为大韩民国第83号国宝。
尊像高93.5厘米，头戴三山式宝冠，面容丰满，露出神秘、温和的微笑。上身袒露，除了脖颈处的两条项圈外，无其他饰品，表现出一种简约的艺术美。线条流畅的裙衣披散至地，富有灵动色彩。未来佛（弥勒菩萨）右手支颐，左手置于右小腿部，右腿盘放在左膝盖，左足立在莲花足座上，躯体细瘦匀称，总体呈现出一副沉思的模样，是典型的半跏思惟像特征。
传说释迦佛身为太子时，目睹了耕耘的农民，并从中悟出了人类生死轮回的苦难本质，该尊像体现的即为他冥思彻悟的那一瞬间。
此文物是公认的最杰出的佛教艺术品之一，也是朝鲜艺术的典范之作，其造型样式可追溯到中国北齐时代的风格，也体现了印度笈多王朝时期萨尔那特式（Sarnath）佛像的余韵。现藏于韩国国立中央博物馆。